# Loslating

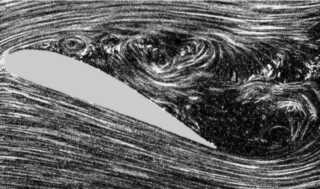
Loslating van de luchtstroming rond een vleugel bij een te hoge invalshoek (overtrekken)

Loslating is in de aerodynamica het losraken van een grenslaag van het oppervlak van het voorwerp waar het langs stroomt. Deze grenslaag bouwt zich langs het oppervlak op rond voorwerpen die bewegen ten opzichte van een omringende vloeistof of gas door de viskeuze wrijving. Deze grenslaag kan zowel laminair als turbulent zijn. Of een grenslaag op een bepaalde locatie laminair dan wel turbulent is, is sterk afhankelijk van het lokale Reynoldsgetal. Loslating treedt op als over een zodanig lange afstand een tegenwerkende drukgradiënt heerst, dat de stroomsnelheid in de grenslaag — dus wat verder weg van het oppervlak — terugloopt tot bijna nul. De stroming laat dan los en er vormen zich neren en vortices (wervels).
Loslating leidt veelal tot overtrek en een afname van liftkracht van vleugels van bijvoorbeeld vliegtuigen en een vergroting van de luchtweerstand of stromingsweerstand, met name van de vormweerstand die het gevolg van het verschil in druk tussen de voor- en achterzijde van het omstroomde voorwerp. Daarom wordt er in de aerodynamica en vloeistofdynamica bij de vormgeving vaak veel aandacht besteedt aan het zo ver mogelijk stroomafwaarts opschuiven van het loslaatpunt. Voorbeelden zijn onder andere de haren op een tennisbal, de putjes in een golfbal, en slats en vortex-generatoren op vliegtuigvleugels.
Bij insecten, vogels en vleermuizen treden er tijdsfluctuerende effecten op tijdens de slagvlucht, waaronder voorrand-wervels (leading edge vortices, LEV). Door de toenemende invalshoek treedt er loslating op, wat normaal gesproken verlies van liftkracht zou betekenen, maar voordat de achterrand bereikt is, is er weer sprake van aansluiting en blijft de Kutta-voorwaarde intact. De grote invalshoek genereert veel extra liftkracht en daarmee is dit de belangrijkste factor in de liftkracht van insecten.